# Message in a Box
A Message in a Box. The Complete Recordings a The Police munkásságát áttekintő négy lemezből álló gyűjteményes kiadás, mely 1993-ban jelent meg. Néhány kivételtől eltekintve tartalmaz minden egyes felvételt, amit a zenekar készített, tehát az együttes korábbi öt albumán meg nem jelent számokat is, illetve koncertfelvételeket.

## Dalok

### 1. lemez
1. Fall Out
2. Nothing Acheiving
3. Dead End Job
4. Next to You
5. So Lonely
6. Roxanne
7. Hole in My Life
8. Peanuts
9. Can't Stand Losing You
10. Truth Hits Everybody
11. Born in the 50's
12. Be My Girl – Sally
13. Masoko Tanga
14. Landlord (élő)
15. Next To You (élő)
16. Landlord
17. Message in a Bottle
18. Reggatta de Blanc
19. It's Alright for You
20. Bring on the Night
21. Deathwish

### 2. lemez
1. Walking on the Moon
2. On Any Other Day
3. The Bed's Too Big Without You
4. Contact
5. Does Everyone Stare
6. No Time This Time
7. Visions of the Night
8. The Bed's Too Big Without You (mono)
9. Truth Hits Everybody (élő)
10. Friends
11. Don't Stand So Close to Me
12. Driven to Tears
13. When the World Is Running Down You Make the Best of What's Still Around
14. Canary in a Coalmine
15. Voices Inside My Head
16. Bombs Away
17. De Do Do Do De Da Da Da
18. Behind My Camel
19. Man in a Suitcase
20. Shadows in the Rain
21. The Other Way of Stopping

### 3. lemez
1. A Sermon
2. Driven to Tears (élő)
3. Shambelle
4. Spirits in the Material World
5. Every Little Thing She Does Is Magic
6. Invisible Sun
7. Hungry for You (J'aurais tojours faim de toi)
8. Demolition Man
9. Too Much Information
10. Rehumanize Yourself
11. One World (Not Three)
12. Omegaman
13. Secret Journey
14. Darkness
15. Flexible Strategies
16. Low Life
17. How Stupid Mr. Bates
18. A Kind of Loving

### 4. lemez
1. Synchronicity I
2. Walking in Your Footsteps
3. O My God
4. Mother
5. Miss Gradenko
6. Synchronicity II
7. Every Breath You Take
8. King of Pain
9. Wrapped Around Your Finger
10. Tea in the Sahara
11. Murder by Numbers
12. Man in a Suitcase (élő)
13. Someone to Talk To
14. Message in a Bottle (élő)
15. I Burn for You
16. Once Upon a Daydream
17. Tea in the Sahara (élő)
18. Don't Stand So Close to Me '86